# Míchel Vallés
José Miguel Vallés, conocido profesionalmente como Míchel Vallés (Lledó, provincia de Teruel 1978-Zaragoza, 29 de diciembre de 2018) fue un periodista español que publicaba en El Periódico de Aragón y colaboraba en Radio Zaragoza en el programa matutino La Rebotica, así como en Aragón Radio y Aragón Televisión.

## Biografía
Originario de la comarca del Matarraña estudió periodismo en la Universidad Autónoma de Barcelona. Comenzó su carrera profesional en el periódico La Comarca de Alcañiz y en 2008 pasó a El Periódico de Aragón para colaborar en el suplemento especial de la Exposición Internacional de Zaragoza (2008). De ahí pasó a llevar la información política del Gobierno de Aragón y las Cortes de Aragón. 
En octubre de 2016 recibió la noticia de su enfermedad, reduciendo su actividad profesional y en diciembre de 2018 falleció por causa de un cáncer de pulmón. Estaba casado y no tenía hijos.

## Enlaces
- Columnas 'Marte en el Exilio' Archivado el 31 de diciembre de 2018 en Wayback Machine. en El Periódico de Aragón
- Obituario de Míchel Vallés en El País.
- Obituario de Michel Vallés en El Periódico de Aragón.

- Datos: Q60828625